# Tmesisternus heurni
Tmesisternus heurni är en skalbaggsart som först beskrevs av Schwarzer 1924.  Tmesisternus heurni ingår i släktet Tmesisternus och familjen långhorningar. Inga underarter finns listade i Catalogue of Life.